# 2023 FS54
2023 FS54 est un transneptunien faisant partie du disque des objets épars, de magnitude absolue 5,37 son diamètre est estimé à 318 km, ayant été découvert en 2023, il est encore mal connu.